# جک هیلی
جک هیلی (انگلیسی: Jack Healey؛ زادهٔ ۱ ژانویهٔ ۱۹۳۸) فعال حقوق بشر اهل ایالات متحده آمریکا است. مجله یواس نیوز اند ورلد ریپورت وی را آقای حقوق‌بشر نام گذاشت، وی با شعار پرهیز از خشونت تمرکزش را روی تأثیرگذاری بر جوانان گذاشت تا با عقب راندن جوامع و حکومت‌های سرکوبگر راه بگشاید. هیلی رئیس مرکز اقدام حقوق‌بشر در واشینگتن، دی.سی. است. او همچنین یک سازمان غیرانتفاعی با نام ۵۰۱ سی را در زمینه حقوق بشر دائر کرد. هیلی در چشم‌انداز دارد تا با نشر اعلامیه حهانی حقوق بشر آن را به زمینه کسب جایزه صلح نوبل وصل کند و همچنین تلاش دارد تا آنگ سان سوچی را در برمه به قدرت برساند.

## زندگی‌نامه
هیلی در یک خانواده کاتولیک ایرلندی-آمریکایی به عنوان کوچک‌ترین فرزند یک خانواده عیال‌وارد یازده فرزندی متولد شد، در پیتسبرگ، پنسیلوانیا بزرگ شد. مادرش معلم و پدرش متالورژیست در کارخانه نورد فولاد واقع در پیتسبرگ بود.
او در دبیرستان و کالج  سنت فیدلیس تحصیل کرد و مدرک کارشناسی ارشد خود را از دانشگاه کاتولیک دریافت کرد. هیلی ده سال راهب فرانسیسکن و چهار سال کشیش کاتولیک بود. او در ۱۹۶۸ حرفه کشیشی را ترک کرد و به مدت پنج سال به عنوان مدیر برنامه توسعه جهانی جوان در «بنیاد آزادی از گرسنگی» ایالات متحده آمریکا شروع به کار کرد.
در برنامه توسعه جهانی جوان، هیلی بیش از ۳۰۰ کارزار پیاده‌روی برای توسعه کارزار جهانی بپا کرد. در مجموع ۱۲ میلیون دلار از این راهپیمایی‌ها جمع‌آوری شد که به سازمان‌های غیرانتفاعی ملی و بین‌المللی از جمله «غذا برای میلیون»، «کلینیک آزاد» و «همکاری آزاد مزارع» و همچنین به فعال حقوق زنان فانی لوه هامر داده شد. آنها همچنین خدمات امداد کاتولیک، خدمات جهانی کلیسا، هیفر، و آکسفام بین‌المللی و سایر سازمان‌های غیرانتفاعی بین‌المللی را تأمین مالی کردند.
هیلی از ۱۹۷۳ تا ۱۹۷۶ در مرکز تغییر جامعه (CCC) در واشینگتن، دی.سی. کار می‌کرد. در سی‌سی‌سی هیلی به ساخت بیمارستان بایندر شوایتزر در مکزیک کمک کرد و در کارگردانی مسابقه گرسنگی جهانی دیک گرگوری در سراسر ایالات متحده مشارکت داشت. دیک گرگوری برای این اجرا برنده جایزه داوسون شد. هیلی در پیشرفت برنامه صلح با جورج اوهارا و محمد علی کلی همکاری کرد.
وی از ۱۹۷۷ تا ۱۹۸۱ سپاه صلح را در لسوتو کارگردانی کرد. او هنگامی که مدیریت سپاه صلح را برعهده داشت در برنامه‌های صبح، بعدازظهر و عصر شوی اپرا، ۶۰ دقیقه و نایت‌لاین نیز حضور داشت.
پس از آنکه تور سپاه صلح هیلی پایان یافت، او به مدت ۱۲ سال به عنوان مدیر عفو بین‌الملل ایالات متحده آمریکا فعالیت داشت.
هیلی هفت دکترای افتخاری دریافت کرده و در کالج‌ها و دبیرستان‌های متعددی سخنرانی کرده است. او سه آلبوم موسیقی و دویه، مستندی دربارهٔ آنگ سان سوچی تولید کرده است. علاوه بر این، هیلی به عنوان مشاور مرکز قربانیان شکنجه در هائیتی و کمدین دیک گرگوری در مورد گرسنگی جهانی کار کرد.
هیلی به راه اندازی بنیاد حقوق بشر ریباک کمک کرد و همه ساله جایزه حقوق بشر ریباک را اهدا می‌کند، وی در ایجاد دو سازمان غیرانتفاعی دیگر، شاهد (گروه حقوق بشر) و تساوی الان نقش داشت.
هیلی در سال ۱۹۹۰ هنگامی که با سایر فعالان حقوق بشر برای جلوگیری از ورود به کنفرانس حقوق بشر سازمان ملل که قرار بود در وین برگزار شود تلاش نمود تا توجه مطبوعات را به این موضوع جلب کند، زیرا سازمان ملل از پذیرش دالایی لاما خودداری نمود. در ۱۹۹۲ هیلی هنگامی که پناهندگان هائیتی که از آسیب یک دولت دیکتاتوری فرار می‌کردند و توسط آمریکا از مرز ایالات متحده برگردانده شدند، علیه دولت ایالات متحده صحبت کرد. هیلی برای آزادی آنگ سان سوچی از حبس خانگی به مبارزه پرداخت.